# Abadzehi
Abadzeh (Абадзехи) su jedno od 12 adigejskih plemena nastanjeno na zapadnom Kavkazu, nedaleko Majkopa u Adigeji. Abadzehi pripadaju abhasko-adigejskoj grani kavkaskih naroda i jezika, i služe se vlastitim dijalektom. -Po vjeroispovijedi su sunitski muslimani. 
U prošlosti su Abadzehi uz Šapsuge i Natuhajce bili jedno od vodećih čerkeskih plemena. Teritorij što su ga naseljavali u 19. stoljeću bio je na sjevernim obroncima Kavkaza, na sjeveru su graničili s Bžeduhima (Бжедуги), a na istoku s Hatukajevcima, Temirgojevcima i drugima. Njihova populacija iznosila je oko 260.000. Stočarstvo i agrikultura bili su temelj ekonomije. Godine 1864. većina ih je preseljena u Tursku, a pred kraj 19. stoljeća u domovini ih nije ostalo više od 5.000.
Njihovo jedino selo naseljeno čisto Abadzehima je Hakurino-hable, ostali žive raštrkano među Bžeduhima, Temirgojevcima i Kabardincima.
Izvori
1. ↑  Short description of 12 Circassian tribes. Inačica izvorne stranice arhivirana 21. svibnja 2008. Pristupljeno 16. veljače 2011. journal zahtijeva |journal= (pomoć)

## Vanjske poveznice
- Rusko-kavkaski rat (na ruskoj ćirilici)
- O Natuhajcima, Šapsugima i Abadzehima (na ruskoj ćirilici)